# Dioscorea septemnervis
Dioscorea septemnervis är en enhjärtbladig växtart som beskrevs av Vell. Dioscorea septemnervis ingår i släktet Dioscorea och familjen Dioscoreaceae. Inga underarter finns listade i Catalogue of Life.